# 萨克松-锡永
萨克松-锡永（法語：Saxon-Sion）是法国默尔特-摩泽尔省的一个市镇，位于该省南部，属于南锡区。该市镇总面积6.25平方公里，2009年时的人口为68人。

## 人口
萨克松-锡永人口变化图示